# Marie Reyland
Marie Reyland (née Nelly Van Moer) est une chanteuse belge qui se distingue dans les années 1940 en interprétant des chansons réalistes,. Elle choisit son nom d'artiste en mémoire de sa grand-mère décédée au début de sa carrière et se produit essentiellement dans les Cabarets Montmartrois de Bruxelles tels le Bœuf sur le Toit, le Corso ou encore La Nouvelle Belgique mais également à Liège et Charleroi ainsi qu'en France. Sa courte carrière prendra fin vers 1946.

## Enfance et premiers tours de chant

### Chansonnettes et crèmes glacées
Née en octobre 1919 à Ixelles, sa mère est originaire de La Roche-en-Ardenne et son père de Charleroi. C'est cependant à Bruxelles qu'elle grandit dans un milieu plus que modeste. Son père est marchand ambulant de crèmes glacées et elle l'accompagne régulièrement lors de ses tournées. Dès l'adolescence, elle tente sa chance dans divers crochets et gagne quelques prix.

### Début de carrière
Lorsque la guerre éclate, elle quitte Bruxelles avec ses parents et séjourne un petit moment à Cadours, un petit village français de Haute-Garonne. Hébergés par les propriétaires d'un restaurant sur la place du village, elle y chante tous les soirs devant un public de soldats.
Elle revient ensuite à Bruxelles et, ayant quitté le cocon familial, elle vole désormais de ses propres ailes. Elle chante dans les cafés et « travaille à l'assiette » : à l'époque, c'est le terme employé lorsque l'on passe de table en table pour récolter de l'argent auprès du public après avoir chanté.

## Le succès

### En Belgique
C'est au Bistrot du Port qu'elle gagne son premier cachet d'artiste et enchaîne ses premiers récitals, conseillée et soutenue par Yvan Fadel. Elle se produit également au Grillon rue de l’Écuyer, au Bœuf sur le Toit, à La Nouvelle Belgique rue des Fripiers à Bruxelles ou encore au Poulailler..
Elle chante régulièrement à Liège, notamment au Théâtre Royal où elle partage l'affiche en juillet 1942 avec d'autres vedettes dont Claude Lagrange et Charles Trenet.
En 1943 elle partage l'affiche au Corso, un cabaret près de la Gare du Nord, avec Simone Lallier et Berthe Coppi.

### En France
Marie Reyland effectue une tournée en France pendant l'été 1943. Elle se produit notamment à l'Ambassy à Marseille, au Perroquet à Nice et à Montpellier, Lyon, Toulouse, et Monte-Carlo.

## Son répertoire
Parfois comparée à Édith Piaf,, elle se distingue par sa voix qualifiée de métallique.
Elle interprète les chansons de divers paroliers dont Raymond Asso, Léo Marjane, François Camille